# Herb Ghany

Herb Ghany – ustanowiony 4 marca 1957 roku przez Elżbietę II.
Przedstawia niebieską tarczę, podzieloną na cztery części zielonym krzyżem ze złotą obwódką. W środku krzyża (oraz całego herbu) znajduje się lew, symbolizujący bliskie związki Ghany z Wspólnotą Narodów oraz Wielką Brytanią. Górna, lewa część tarczy, przedstawia miecz zwany okyeame. Górna, prawa cześć ukazuje zamek znajdujący się na wodzie symbolizujący pałac prezydencki (obecnie siedziba rządu) w Akrze nad Zatoką Gwinejską. W lewej, dolnej części znajduje się drzewo kakaowca mające symbolizować znaczenie rolnictwa dla państwa. W prawej, dolnej części ukazana jest kopalnia złota symbolizująca bogactwo Ghany w surowce mineralne. Nad tarczą znajdują się koraliki w kolorach Ghany – czerwonym, zielonym oraz złotym. Kolory te znajdują się również na fladze Ghany. Nad nimi znajduje się czarna, pięcioramienna gwiazda ze złotą obwódką – symbol wolności Afryki. Gwiazda ta jest również zawieszona na szyjach dwóch złotych orłów trzymających tarczę (pasy na których wiszą gwiazdy są również w kolorach Ghany). Oprócz tarczy, orły trzymają również wstęgę z dewizą Ghany: Freedom and Justice (Wolność i Sprawiedliwość).